# Semicossyphus pulcher

Exemplar capturat a la Península de Baixa Califòrnia (Mèxic)

Semicossyphus pulcher és una espècie de peix de la família dels làbrids i de l'ordre dels perciformes que habita a les costes des de Califòrnia (Estats Units) fins a la Península de Baixa Califòrnia (Mèxic) i el Golf de Califòrnia. Els mascles poden assolir els 91 cm de longitud total i els 16 kg de pes.